# Myタクシーグループ
myタクシーグループ（えむわい - ）は千葉県A地区を営業エリアをとするタクシー事業者グループである。

## 概要
千葉県の北西部、特に主体となる丸十タクシーのある京葉交通圏を中心に営業している。車両はトヨタのジャパンタクシー（和グレード、深藍）またはクラウンコンフォート（スタンダードグレード、シルバー）を中心に、浦安タクシーにはアルファードも在籍する。また、選考の際に初期費用を強要されますからご注意を。

## グループ会社
全社千葉県A地区内に所在する。
| 交通圏 | 交通圏 | 社名・営業所       | 社名・営業所       | 所在地           | 備考 |
| ------ | ------ | ------------------ | ------------------ | ---------------- | ---- |
| 京葉   | 京葉   | 丸十タクシー       | 丸十タクシー       | 船橋市藤原       |      |
| 京葉   | 京葉   | 船橋タクシー       |                    | 船橋市藤原       |      |
| 京葉   | 京葉   | 浦安タクシー       | 浦安タクシー       | 市川市千鳥町     |      |
| 京葉   | 京葉   | 八幡交通           | 行徳営業所         | 市川市千鳥町     |      |
| 京葉   | 京葉   | 八幡交通           | 本社営業所         | 市川市本北方     |      |
| 京葉   | 京葉   | 勝田台交通         | 勝田台交通         | 八千代市上高野   |      |
| 東葛   | 東葛   | 千葉タクシー       | 千葉タクシー       | 柏市東           |      |
| 千葉   | 千葉   | ニュー千都タクシー | ニュー千都タクシー | 四街道市鹿放ケ丘 |      |

### 関連会社
- 日軽興業株式会社（千葉県船橋市湊町）
- 日軽運輸有限会社（千葉県船橋市湊町）
- 神崎カントリー倶楽部（千葉県香取郡神崎町古原乙）
- 千葉自工整備株式会社（千葉県千葉市美浜区新港）
- 有限会社船橋自動車整備工場（千葉県船橋市栄町）
- 西多摩自動車工業株式会社（東京都青梅市東青梅）
- 株式会社セントラルリビング（千葉県千葉市美浜区稲毛海岸）